# Дары в Чигрине 1649 года
Дары в Чигрине 1649 года (укр. Дари в Чигрині 1649 року) — рисунок Тараса Шевченко к одноимённому офорту. Выполнен в Санкт-Петербурге в 1844 году. Бумага, тушь. Размер 19,7 × 27. На обороте слева вверху надпись чернилами: Дары в Чигрине 1649 года.

Под изображением рукой Шевченко выгравировано название: «Дары въ Чигрыни 1649 року». Слева от названия — пояснительный текст на украинском языке, написанный по тогдашнему правописанию:
“Изъ Царяграда, изъ Варшавы и Москвы, прыбували послы зъ великими дарами еднать Богдана и народъ Украинскій уже вольный и сильный. Султанъ, окроме великого скарбу приславъ Богданови червоный оксамитовый жупанъ на горностаевій хутри шталтъ княжой — порфиры, булаву и шаблю, одначе рада (опрыче Славного лыцаря Богуна) присудыла еднать Царя Московського”.
Справа от названия этот же текст повторен на французском языке.
Начальная дата определяется временем возвращения Шевченко в Санкт-Петербург. Поскольку в письме Бодянского в первых числах мая Шевченко сообщает о том, что офорт «Дары в Чигрине» им уже закончен, подготовительный рисунок к нему выполнен не раньше времени возвращения в Санкт-Петербург и не позднее апреля 1844 года.
Хранится в Национальном музее Тараса Шевченко. Предыдущие места сохранения: Музей украинской старины В. В. Тарновского в Чернигове, Черниговский областной исторический музей, Галерея картин Т. Г. Шевченко (Харьков). Рисунок выполнен тушью, но в «Каталоге музея Тарнавского» ошибочно указано сепия. Известны два эскиза к этому рисунку.
В 1929 году экспонировался на выставке произведений Тараса Шевченка Чернигове.
В прихожей Богдана Хмельницкого Шевченко поместил вставную картину казака Мамая.